# Wiry-au-Mont
Wiry-au-Mont is een gemeente in het Franse departement Somme (regio Hauts-de-France) en telt 119 inwoners (2009). De plaats maakt deel uit van het arrondissement Abbeville.

## Geografie
De oppervlakte van Wiry-au-Mont bedraagt 4,8 km², de bevolkingsdichtheid is dus 24,8 inwoners per km².
De onderstaande kaart toont de ligging van Wiry-au-Mont met de belangrijkste infrastructuur en aangrenzende gemeenten.

## Demografie
Onderstaande figuur toont het verloop van het inwonertal (bron: INSEE-tellingen).